# 辻秀輝
辻 秀輝（つじ ひでき、9月16日 - ）は、日本の漫画家。神奈川県川崎市生まれで東京都大田区育ち。武蔵野美術大学造形学部彫刻学科卒業。

## 来歴
『Fountain』が『月刊コミックゼノン』第5回マンガオーディションで優秀賞を受賞し、同誌に掲載。辻は本作が初投稿作品であったという。
2017年、『蒼天の拳』の続編である『蒼天の拳リジェネシス』の連載を開始。原作は原哲夫、監修は武論尊、脚本は八津弘幸で辻は作画を担当。2020年5月以降、病気療養の為に休載中であったが、2024年11月に同作の連載を再開。

## 作品リスト

### 漫画作品

#### 連載
- 蒼天の拳 リジェネシス（原作：原哲夫、監修：武論尊、脚本：八津弘幸、『月刊コミックゼノン』2017年12月号[5] - 連載中） - 作画担当[5]、『蒼天の拳』の続編[4]。

#### 読み切り
- Fountain（『月刊コミックゼノン』掲載[2]）

### 書籍
- 『蒼天の拳 リジェネシス』、原作：原哲夫、監修：武論尊、脚本：八津弘幸、新潮社〈BUNCH COMICS〉2018年 - 、既刊5巻（2025年7月18日現在）、作画担当

### その他
- ダウンレンジ（映画、2018年[7]）応援イラスト